# Alsophila (Tiergattung)
Alsophila (Kreuzflügel) ist eine Gattung von Schmetterlingen aus der Familie der Spanner (Geometridae) und der Unterfamilie Alsophilinae.

## Merkmale
Männchen und Weibchen zeigen einen extremen Geschlechtsdimorphismus, denn die Weibchen sind flügellos und damit flugunfähig. Die Männchen ruhen mit über dem Körper zusammengelegten und teilweise überlappenden („gekreuzten“) Vorderflügeln. Die Palpen sind sehr kurz, die Fühler sind leicht gezähnt. Der Saugrüssel ist verkümmert. Die Tibien der Hinterbeine besitzen bei den europäischen Arten vier Dorne, die bei den Weibchen sehr kurz sind. Bei den im Osten der Paläarktis vorkommenden Arten sind gelegentlich nur zwei Dorne vorhanden.
Die Larven sind gekennzeichnet durch das Vorhandensein von verkümmerten Bauchbeinen am achten Segment (sie besitzen also im Gegensatz zu den meisten Geometriden zwei Bauchbeinpaare, am achten und am neunten Segment), eine sehr glatte Haut und einen flachen Kopf.

## Lebensweise
Die Falter erscheinen im Spätherbst oder Vorfrühling. Die männlichen Falter fliegen nachts, sie werden vom Licht angezogen. Die Weibchen kleben ihre Eier in einem breiten Band um kleine Zweige.
Die Raupen der zwei mitteleuropäischen Arten leben auf Laubgehölzen. In Europa besitzt der Frühlings-Kreuzflügel forstwirtschaftliche Bedeutung, in Nordamerika ist es Alsophila pometaria.

## Systematik
Alsophila ist in Europa die einzige Gattung innerhalb der Unterfamilie Alsophilinae. Sie wird von einigen Autoren der Unterfamilie Oenochrominae zugerechnet, während sie in neueren Arbeiten in die Unterfamilie Alsophilinae gestellt wird.
In der Holarktis zählen zehn Arten zur Gattung, in Europa (bzw. Mitteleuropa) ist die Gattung Alsophila mit zwei Arten vertreten.
- Frühlings-Kreuzflügel, Alsophila aescularia (Denis & Schiffermüller, 1775)
- Herbst-Kreuzflügel, Alsophila aceraria (Denis & Schiffermüller, 1775)
- Alsophila bulawski Beljaev, 1996
- Alsophila foedata Inoue, 1944
- Alsophila inouei Nakajima, 1989
- Alsophila japonensis (Warren, 1894)
- Alsophila murinaria Beljaev, 1996
- Alsophila pometaria (Harris, 1841)
- Alsophila vladimiri Viidalepp, 1986
- Alsophila yanagitai Nakajima, 1995